# Le Puy (Gironde)
Pour les articles homonymes, voir Le Puy.
Le Puy (Lo Puèi en gascon) est une commune du Sud-Ouest de la France, située dans le département de la Gironde (région Nouvelle-Aquitaine).
Ses habitants sont appelés les Podiens.

## Géographie

### Localisation
La commune, dont le Dropt constitue la limite sud du territoire communal, se trouve dans l'Entre-deux-Mers à 64 km à l'est-sud-est de Bordeaux, chef-lieu du département, à 34 km au nord-est de Langon, chef-lieu d'arrondissement et à 1,7 km au nord de Monségur, chef-lieu de canton.

### Communes limitrophes
Les communes limitrophes en sont Dieulivol au nord-est, Monségur au sud-est, Saint-Sulpice-de-Guilleragues au sud, Coutures à l'ouest et Saint-Ferme au nord.
|          | Saint-Ferme                   | Dieulivol |
| Coutures | du Puy                        |           |
|          | Saint-Sulpice-de-Guilleragues | Monségur  |

### Climat
Pour des articles plus généraux, voir Climat de la Nouvelle-Aquitaine et Climat de la Gironde.
Historiquement, la commune est exposée à un climat océanique aquitain.  
En 2020, Météo-France publie une typologie des climats de la France métropolitaine dans laquelle la commune est exposée à un climat océanique et est dans la région climatique  Aquitaine, Gascogne, caractérisée par une pluviométrie abondante au printemps, modérée en automne, un faible ensoleillement au printemps, un été chaud (19,5 °C), des vents faibles, des brouillards fréquents en automne et en hiver et des orages fréquents en été (15 à 20 jours).
Pour la période 1971-2000, la température annuelle moyenne est de 13,1 °C, avec une amplitude thermique annuelle de 15,4 °C. Le cumul annuel moyen de précipitations est de 801 mm, avec 11,8 jours de précipitations en janvier et 6,2 jours en juillet. Pour la période 1991-2020, la température moyenne annuelle observée sur la station météorologique la plus proche, située sur la commune de Talence à 13 km à vol d'oiseau, est de 14,3 °C et le cumul annuel moyen de précipitations est de 884,0 mm,. Pour l'avenir, les paramètres climatiques de la commune estimés pour 2050 selon différents scénarios d’émission de gaz à effet de serre sont consultables sur un site dédié publié par Météo-France en novembre 2022.

## Urbanisme

### Typologie
Au 1er janvier 2024, Le Puy est catégorisée commune rurale à habitat dispersé, selon la nouvelle grille communale de densité à sept niveaux définie par l'Insee en 2022.
Elle est située hors unité urbaine et hors attraction des villes,.

### Occupation des sols

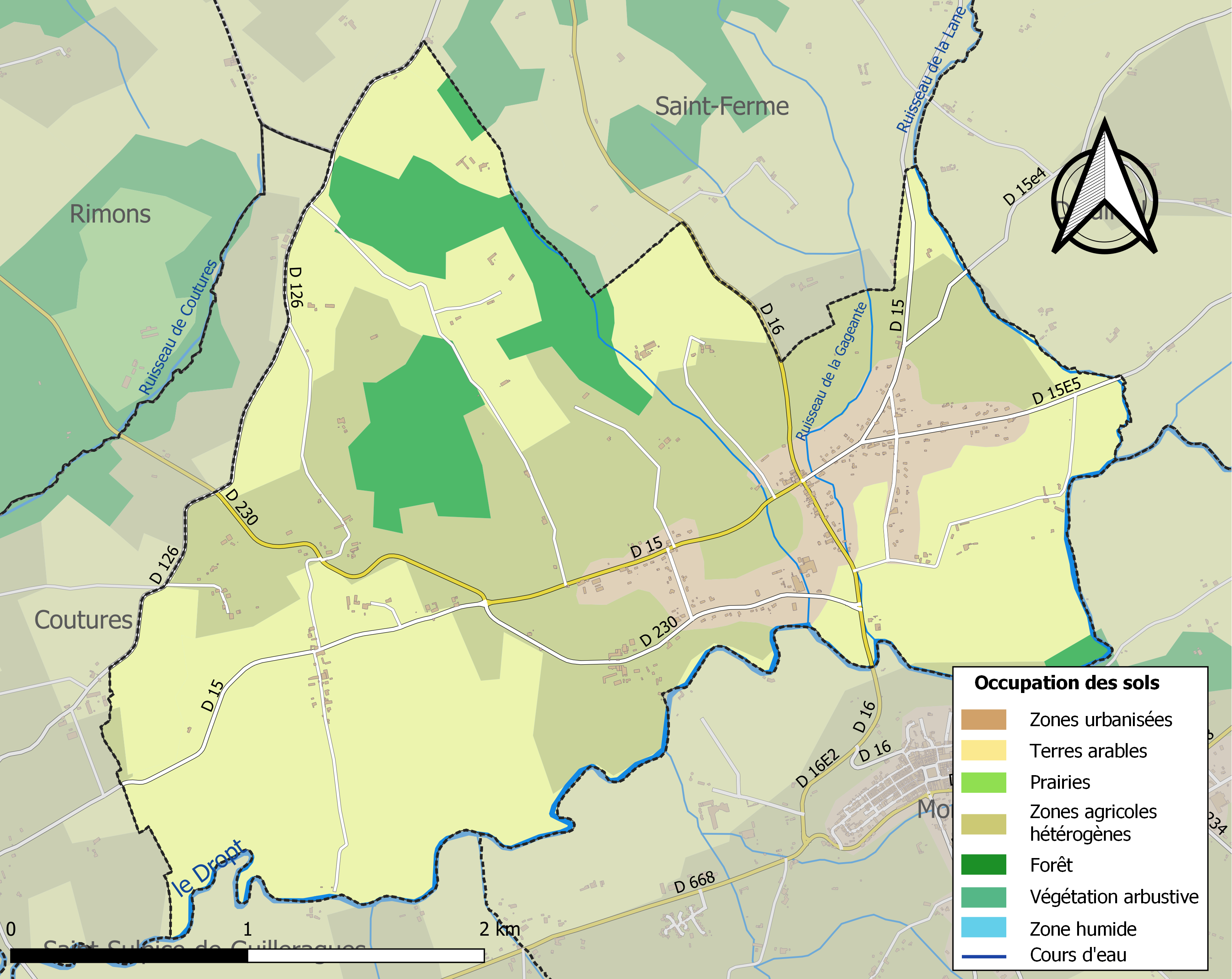
Carte des infrastructures et de l'occupation des sols de la commune en 2018 (CLC).

L'occupation des sols de la commune, telle qu'elle ressort de la base de données européenne d’occupation biophysique des sols Corine Land Cover (CLC), est marquée par l'importance des territoires agricoles (81,7 % en 2018), en diminution par rapport à 1990 (90,2 %). La répartition détaillée en 2018 est la suivante : 
terres arables (33,6 %), zones agricoles hétérogènes (32,7 %), cultures permanentes (15,5 %), forêts (9,8 %), zones urbanisées (8,5 %). L'évolution de l’occupation des sols de la commune et de ses infrastructures peut être observée sur les différentes représentations cartographiques du territoire : la carte de Cassini (XVIIIe siècle), la carte d'état-major (1820-1866) et les cartes ou photos aériennes de l'IGN pour la période actuelle (1950 à aujourd'hui).

### Voies de communication et transports
La commune est traversée, hors du village, par la route départementale D230 qui mène à Monségur au sud-est et à Rimons à l'ouest-nord-ouest. Le village est traversé par la route départementale D16 qui relie Monségur au sud-est à Saint-Ferme au nord et par la route départementale D15 qui relie Coutures au sud-ouest à Pellegrue au nord-nord-est.

L'accès le plus proche à l'autoroute A62 (Bordeaux-Toulouse) est celui de  4 La Réole distant de 24 km par la route vers le sud-sud-ouest.

L'accès  1 Bazas à l'autoroute A65 (Langon-Pau) se situe à 42 km vers le sud-ouest.

L'accès le plus proche à l'autoroute A89 (Bordeaux-Lyon) est celui de  12 Montpont-Ménestrol qui se situe à 44 km vers le nord.
La gare SNCF la plus proche est celle, distante de 13 km par la route vers le sud, de Lamothe-Landerron sur la ligne Bordeaux-Sète du TER Nouvelle-Aquitaine. Celle de La Réole offrant plus de trafic se trouve à 16 km par la route vers le sud-ouest.

### Risques majeurs
Le territoire de la commune du Puy est vulnérable à différents aléas naturels : météorologiques (tempête, orage, neige, grand froid, canicule ou sécheresse), inondations et séisme (sismicité très faible). Un site publié par le BRGM permet d'évaluer simplement et rapidement les risques d'un bien localisé soit par son adresse soit par le numéro de sa parcelle.
Certaines parties du territoire communal sont susceptibles d’être affectées par le risque d’inondation par débordement de cours d'eau, notamment le Dropt. La commune a été reconnue en état de catastrophe naturelle au titre des dommages causés par les inondations et coulées de boue survenues en 1982, 1999 et 2009,.

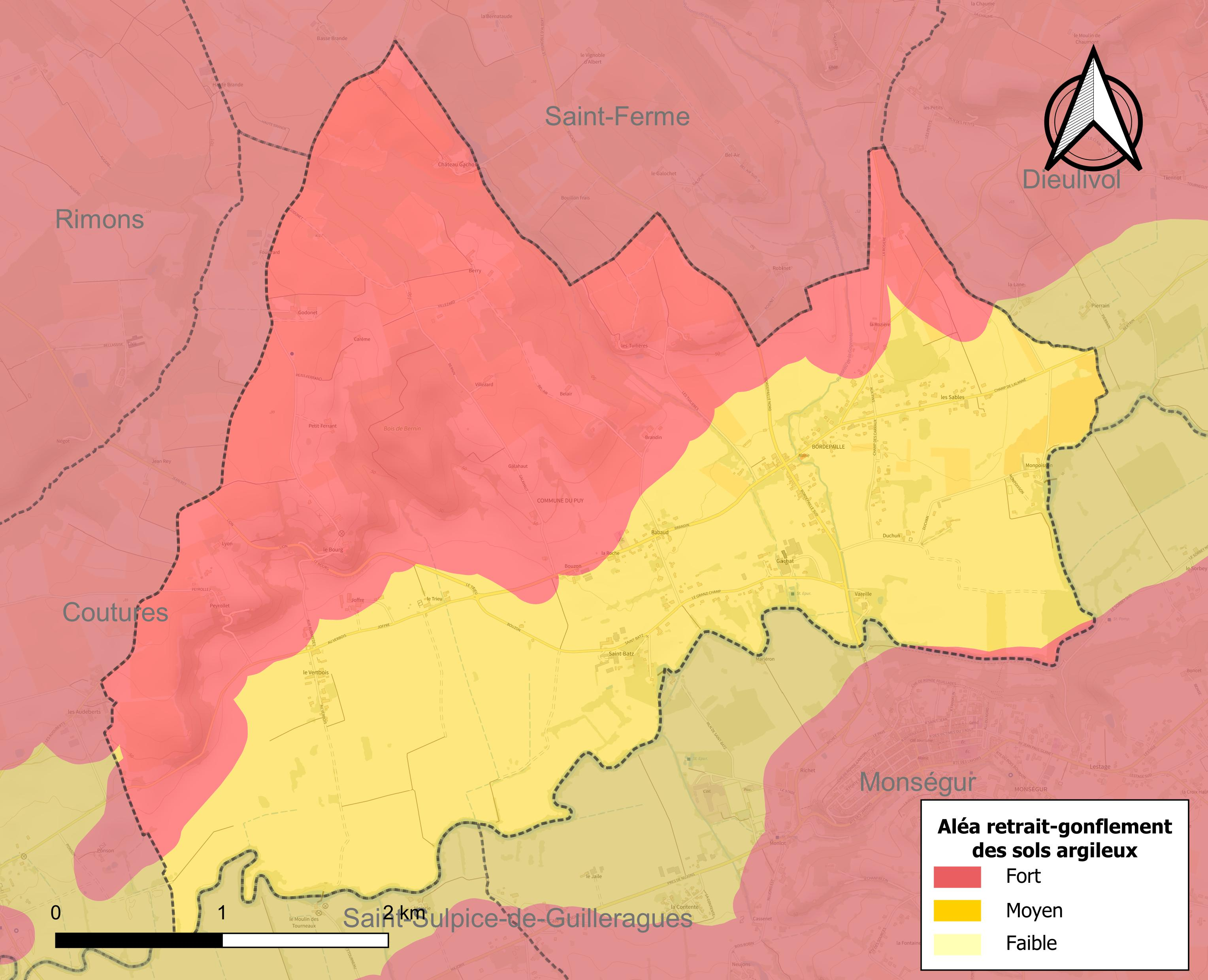
Carte des zones d'aléa retrait-gonflement des sols argileux du Puy.

Le retrait-gonflement des sols argileux est susceptible d'engendrer des dommages importants aux bâtiments en cas d’alternance de périodes de sécheresse et de pluie. La totalité de la commune est en aléa moyen ou fort (67,4 % au niveau départemental et 48,5 % au niveau national). Sur les 210 bâtiments dénombrés sur la commune en 2019, 210 sont en aléa moyen ou fort, soit 100 %, à comparer aux 84 % au niveau départemental et 54 % au niveau national. Une cartographie de l'exposition du territoire national au retrait gonflement des sols argileux est disponible sur le site du BRGM,.
Par ailleurs, afin de mieux appréhender le risque d’affaissement de terrain, l'inventaire national des cavités souterraines permet de localiser celles situées sur la commune.
Concernant les mouvements de terrains, la commune a été reconnue en état de catastrophe naturelle au titre des dommages causés par des mouvements de terrain en 1999.

## Histoire
À la Révolution, la paroisse Sainte-Anne du Puy et son annexe, la chapelle de Coutures,
forment la commune du Puy.

## Politique et administration
| Période                                  | Période   | Identité         | Étiquette | Qualité       |
| ---------------------------------------- | --------- | ---------------- | --------- | ------------- |
| mars 2001                                | mars 2014 | Éric Fellet      |           |               |
| mars 2014                                | En cours  | Joël Le Houarner |           | Fonctionnaire |
| Les données manquantes sont à compléter. |           |                  |           |               |

### Communauté de communes
Le 1er janvier 2014, la Communauté de communes du Monségurais ayant été supprimée, la commune du Puy s'est retrouvée intégrée à la Communauté de communes du Sauveterrois siégeant à Sauveterre-de-Guyenne.
Elle intègre ensuite la communauté des communes rurales de l'Entre-Deux-Mers le 1er janvier 2017.

## Démographie
L'évolution du nombre d'habitants est connue à travers les recensements de la population effectués dans la commune depuis 1793. Pour les communes de moins de 10 000 habitants, une enquête de recensement portant sur toute la population est réalisée tous les cinq ans, les populations de référence des années intermédiaires étant quant à elles estimées par interpolation ou extrapolation. Pour la commune, le premier recensement exhaustif entrant dans le cadre du nouveau dispositif a été réalisé en 2006.

En 2022, la commune comptait 394 habitants, en évolution de −1,01 % par rapport à 2016 (Gironde : +6,91 %, France hors Mayotte : +2,11 %).
| 1793 | 1800 | 1806 | 1821 | 1831 | 1836 | 1841 | 1846 | 1851 |
| ---- | ---- | ---- | ---- | ---- | ---- | ---- | ---- | ---- |
| 652  | 436  | 446  | 409  | 412  | 410  | 391  | 430  | 412  |

| 1856 | 1861 | 1866 | 1872 | 1876 | 1881 | 1886 | 1891 | 1896 |
| ---- | ---- | ---- | ---- | ---- | ---- | ---- | ---- | ---- |
| 420  | 420  | 450  | 461  | 457  | 446  | 415  | 384  | 379  |

| 1901 | 1906 | 1911 | 1921 | 1926 | 1931 | 1936 | 1946 | 1954 |
| ---- | ---- | ---- | ---- | ---- | ---- | ---- | ---- | ---- |
| 397  | 428  | 380  | 387  | 341  | 378  | 374  | 376  | 389  |

| 1962 | 1968 | 1975 | 1982 | 1990 | 1999 | 2006 | 2011 | 2016 |
| ---- | ---- | ---- | ---- | ---- | ---- | ---- | ---- | ---- |
| 372  | 366  | 309  | 257  | 281  | 290  | 360  | 371  | 398  |

| 2021 | 2022 | - | - | - | - | - | - | - |
| ---- | ---- | - | - | - | - | - | - | - |
| 398  | 394  | - | - | - | - | - | - | - |

## Culture locale et patrimoine

### Lieux et monuments
- L'église Sainte-Anne, de style gothique est située sur un promontoire à l'ouest du village.

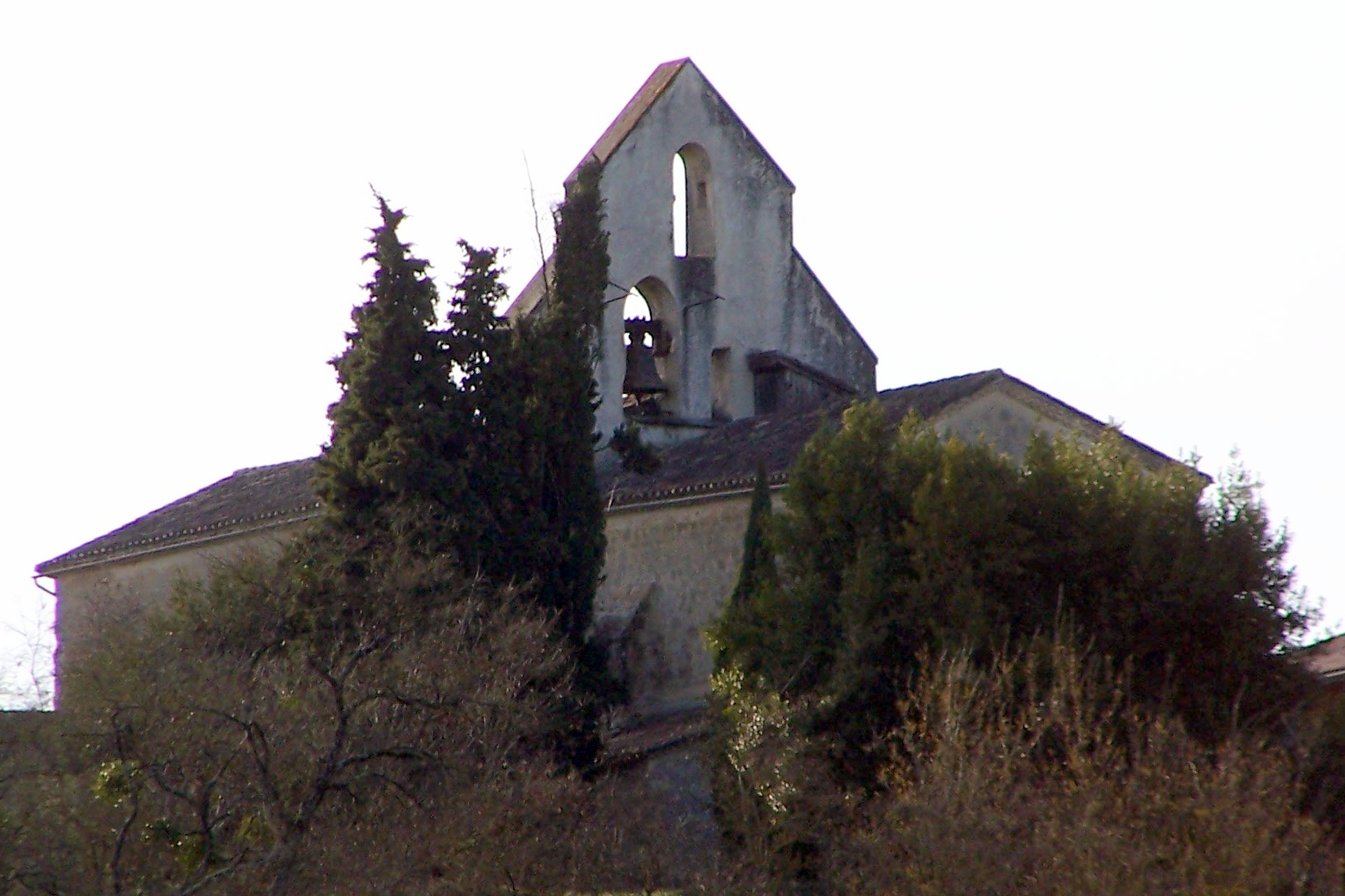
L'église Sainte-Anne (mars 2012)
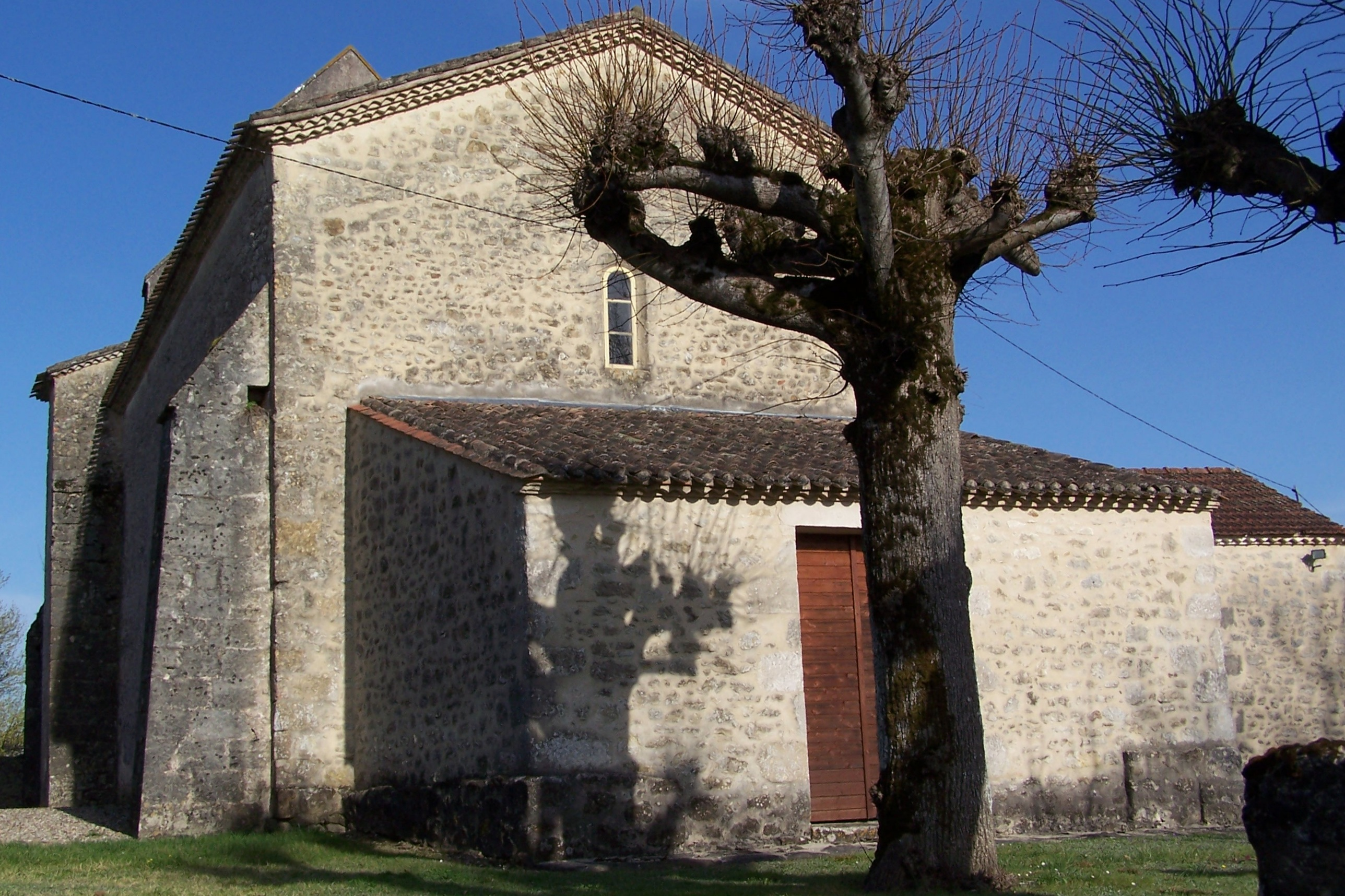
La façade ouest de l'église (mars 2012)
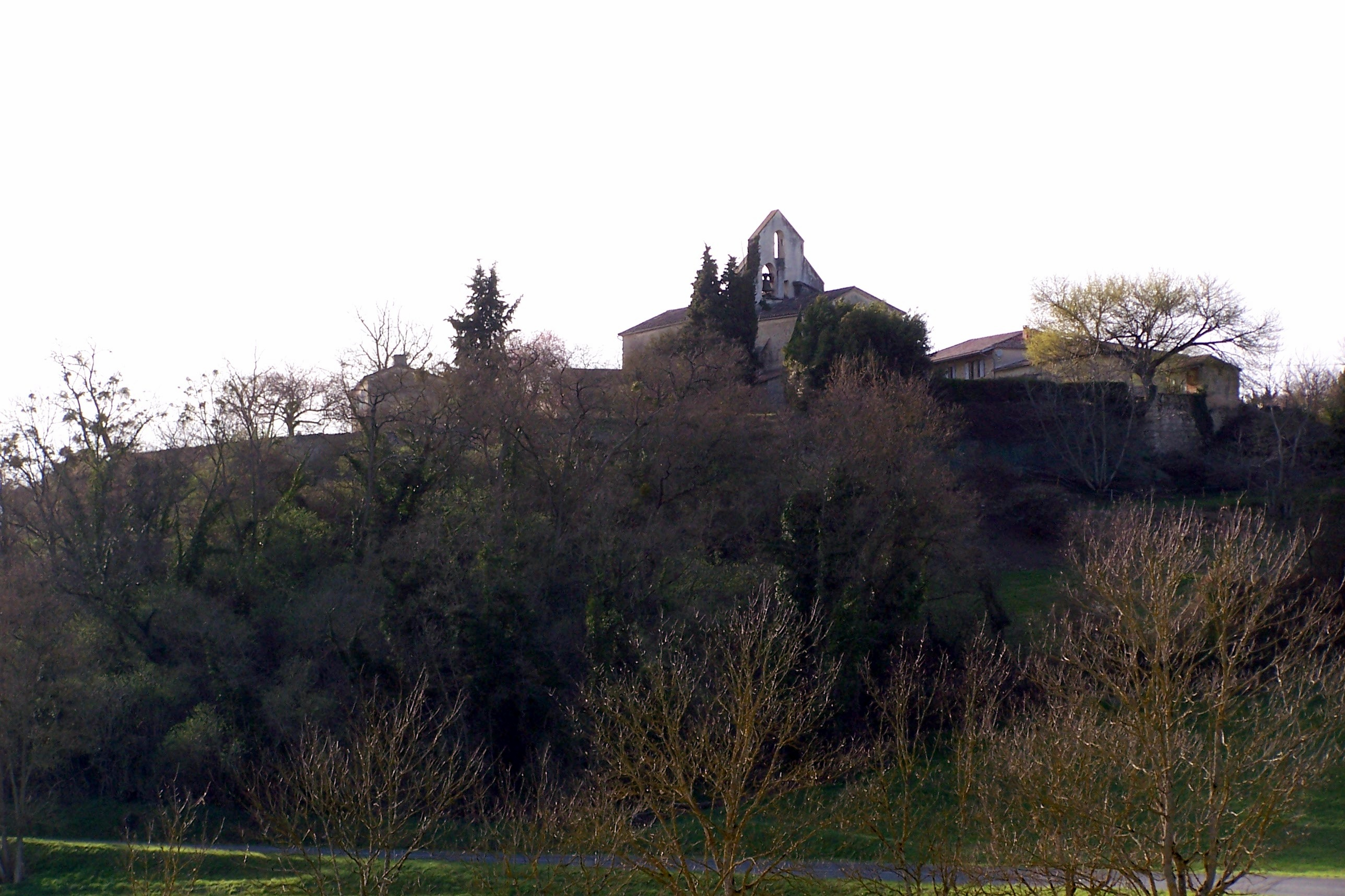
Le promontoire couronné par l'église (mars 2012)
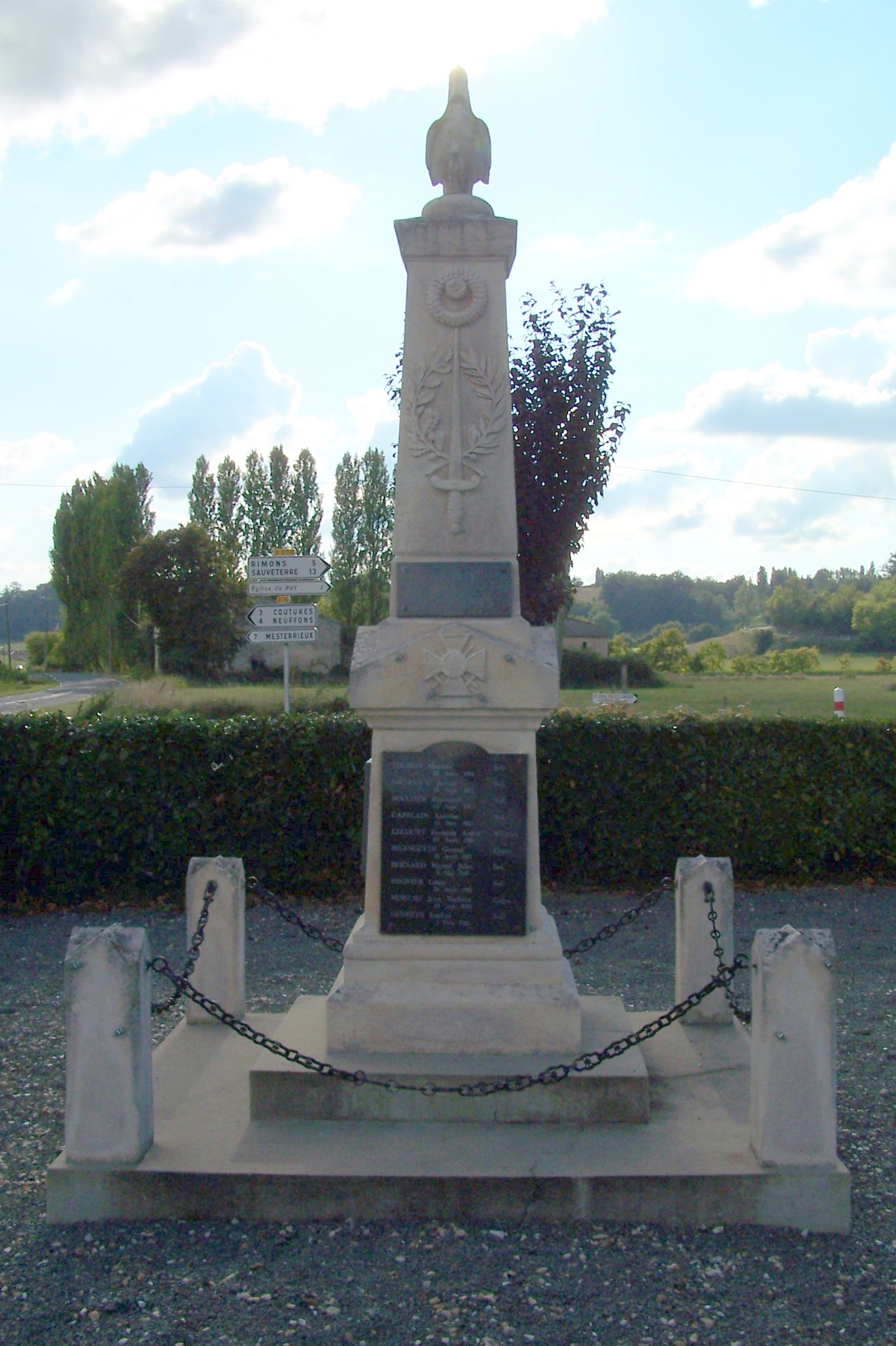
Le monument aux morts au carrefour des RD15 et RD230 (mars 2012)

### Héraldique
| Blason de Puy (Le) | Blason  | Parti : au 1er d'azur au lys de jardin d'argent, au 2e d'argent à la grappe de raisin de pourpre tigée et feuillée de deux pièces le tout au naturel ; le tout sommé d'un chef de gueules chargé d'un léopard d'or, armé et lampassé d'azur. |
| Blason de Puy (Le) | Détails | Le lys de jardin représente sainte Anne, le raisin pour le vignoble sur la commune et le léopard pour l'Aquitaine. Création de Jean-François Binon adoptée par la municipalité le 4 février 2015.                                            |